# Exocentrus fisheri
Exocentrus fisheri es una especie de escarabajo longicornio del género Exocentrus, categorizada en la tribu Exocentrini, de la subfamilia Lamiinae. Fue descrita por Gressitt en 1935.

## Descripción
Mide 5,2-7,5 mm de longitud.

## Distribución
Se distribuye por China y Japón.